# Aristodama
Aristodama de Smyrne est une poétesse grecque de la fin du iiie siècle av. J.-C.
L'œuvre d'Aristodama de Smyrne est entièrement perdue. Cette poétesse est connue grâce à deux décrets pris par deux cités de la Ligue étolienne, Lamia et Chaleion (Inscriptiones Graecae IX, 2, 62 et Inscriptiones Graecae IX, 1², 740). Ces décrets datent de 218/217 avant J.-C. Elle reçoit des honneurs après avoir donné dans ces deux cités des lectures publiques célébrant leur passé. La lecture publique est un moyen pour la poétesse de se faire connaitre, la diffusion des œuvres littéraires se fait principalement par l’oral dans le monde grec. Il lui est accordé diverses récompenses, dont le droit de cité à Lamia, ou les titres de proxène et bienfaitrice de la cité. Elle acquiert également le droit de posséder une terre, l'inviolabilité, la sécurité sur terre et mer.
Bien qu'il n'en soit pas fait état dans ces deux décrets, le genre pratiqué par la poétesse devait être celui de l'enkomion (éloge) de la cité. Ce genre en effet est souvent mentionné dans d'autres décrets similaires, pris pour d'autres poètes itinérants.
On peut comparer le travail d'Aristodama à une performance théâtrale, elle est auteur et interprète de ses œuvres, ce qui est assez rare pour être souligné. Selon une liste de tous les artistes connus du monde grecque établie en 1988 il y a en tout seulement cinq femmes qui sont auteurs et interprètes à la fois.  
Il est rare qu'une femme fasse l'objet d'autant d'égards de la part de cités.La condition féminine connaît un changement par rapport à l’époque classique, on voit de plus en plus de femmes présentes dans la sphère publique (religieuse,juridique, art …), cependant il s'agit surtout de femmes issues de l’élite. On peut en déduire que ces femmes ont reçu une éducation lettrée, habituellement réservée aux garçons.
La poétesse voyage accompagnée de son frère, ce qui suggère la dépendance des femmes, même artiste, à un parent masculin. Son frère assume le rôle de protecteur et aussi de tuteur. La présence de son frère peut suggérer le célibat de la poétesse, ou alors la mort de son mari, sinon elle voyagerait accompagnée de ce dernier. Son frère reçoit également les honneurs et le droit de cité, par sa simple présence. On peut donc mesurer l'importance de ces "récompenses", car on se demande si Aristodama bénéficie réellement de son nouveau statut. Elle reste une femme, et ne peut donc accéder a toutes les fonctions de citoyens.

## Sources
https://inscriptions.packhum.org/text/147875?&bookid=10&location=11